# Un déjeuner de soleil
Pour plus de détails, voir Fiche technique et Distribution.
Un déjeuner de soleil est un film français réalisé par Marcel Cravenne et sorti en 1937. 
Il est tiré d'une pièce d'André Birabeau de 1926, qui avait déjà été repris précédemment dans un film muet américain de Malcolm St. Clair, Breakfast at Sunrise (en).

## Synopsis
Une jeune femme riche demande à un homme pauvre de jouer auprès d'elle le rôle d'un ami généreux. Il finit par tomber amoureux.

## Fiche technique
- Titre : Un déjeuner de soleil
- Titre anglais : A Picnic on the Grass
- Réalisation : Marcel Cravenne
- Assistant réalisateur : Sylvain Itkine
- Scénario : André-Paul Antoine d'après une pièce d'André Birabeau
- Photographie : Louis Née, Armand Thirard
- Montage : Jean Mamy
- Musique : Georges Auric
- Producteur : Roger Richebé
- Société de production : Société des Films Roger Richebé
- Société de distribution :  Paris Cinéma Location
- Pays de production :  France
- Langue de tournage : Français
- Format : Noir et blanc — 35 mm — 1,37:1 — Son : Mono
- Genre : Comédie
- Durée : 98 minutes (1 h 38)
- Dates de sortie : 
  - France : 9 décembre 1937

## Distribution
- Gaby Morlay : Manon Watteau
- Jules Berry : Pierre Haguet
- Jacques Baumer : Fleury-Vallée
- Marcelle Praince : La mère
- Josseline Gaël : Éveline
- Charles Dechamps : Vernisset
- Henry Bonvallet : Maître Baron
- Léonce Corne : Le maître d'hôtel
- Marcelle Monthil : Ginette
- Claire Olivier : La concierge de Pierre
- Robert Ozanne : Julien, le barman
- Henri Crémieux
- Renée Tamary[2].